# Гокан Югольт
Гокан Югольт (швед. Håkan Juholt; нар. 16 вересня 1962, Оскарсгамн, Кальмар, Швеція) — шведський політик, голова Соціал-демократичної робітничої партії Швеції у період від 26 березня 2011 до 21 січня 2012.

## Життєпис
З 1994 року є членом Риксдагу, обраний від округу Кальмар. Раніше він працював журналістом.